# أوي شتورش
أوي شتورش (بالألمانية: Uwe Storch)‏ هو رياضياتي ألماني، ولد في 12 يوليو 1940 في شتاسفورت في ألمانيا، وتوفي في 17 سبتمبر 2017 في لانزاروت في إسبانيا.